# AD Ovarense
AD Ovarense, właśc. Associação Desportiva Ovarense – portugalski klub piłkarski z siedzibą w Ovar.

## Historia
Klub został założony w 1921. W swojej historii rozegrał 27 sezonów na poziomie drugiej ligi (w latach 1936–1937, 1938–1947, 1950–1951, 1965–1967, 1991–1996 i
2000–2006).

## Reprezentanci kraju grający w klubie
stan na listopad 2023
|  | - Klevis Dalipi - Fua - Jaime Miguel Linares - Marco Abreu - Marco Paulo - Emmanuel Duah - Adilson Cassamá - Jojó - Lorenzone - Rui Correia - Dito |  | - Eduardo Luís - José Luis - Jaime Mercês - Jorge Silva - António Sousa - Nilton Fortes - Dário Furtado - Mateus Lopes - Caló Morais - Tiquanny Williams - Andrew Páez |